# Уго Прат
Уго Прат (на италиански: Hugo Pratt) е италиански автор на комикси, работил дълго и в Аржентина, Франция и Швейцария.
Роден е на 15 юни 1927 година в Римини. Като дете живее в Етиопия, където баща му е подофицер при Доброволната милиция за национална безопасност и умира в британски плен. След Втората световна война е част от група млади автори на комикси, базирана във Венеция, което му донася известност в Аржентина, където работи от края на 40-те години до 1962 година. След връщането си в Италия поставя началото на най-известната си поредица „Корто Малтезе“, която му донася широка международна популярност. От 1970 година живее във Франция, а от 1985 година – в Швейцария.
Уго Прат умира от рак на дебелото черво на 20 август 1995 година в Пюи.